# جولیانو مر-خمیس
جولیانو مر-خمیس (عبری: ג'וליאנו מר ח'מיס‎؛ ‏ انگلیسی: Juliano Mer-Khamis؛ ‏ ۲۹ مهٔ ۱۹۵۸ – ۴ آوریل ۲۰۱۱) بازیگر، کارگردان فیلم، مدیر سالن نمایش و کنشگر اسرائیلی-فلسطینی بود. وی بین سال‌های ۱۹۸۴ تا ۲۰۱۱ میلادی فعالیت می‌کرد.
وی در سال ۲۰۱۱ به ضرب گلوله یک مرد نقاب‌دار در شهر جنین کشته شد. جولیانو در مصاحبه‌ای در سال ۲۰۰۸ میلادی نحوهٔ مرگ خود را پیش‌بینی کرده بود و به‌شوخی اظهار داشت که احتمالاً با گلولهٔ «یک فلسطینی کله‌خراب» به جرمِ «فاسدکردن جوانان اسلام» کشته خواهد شد. در تاریخ ۴ آوریل ۲۰۱۱ هنگامی که جولیانو پس از خروج از سالن نمایش، سوار ماشین سیتروئن خود شد، در حالی که کودک خردسالش روی پاهایش نشسته بود، به ضرب ۵ گلولهٔ یک مرد نقابدار که به او نزدیک شده بود ترور شد. با آنکه او را به‌سرعت به بیمارستان بردند، اما در بدو ورود به بیمارستان، اعلام شد که دیگر زنده نیست.
از فیلم‌ها یا برنامه‌های تلویزیونی که وی در آن نقش داشته است، می‌توان به دخترک درامر و میرال اشاره کرد.